# Moravská brána

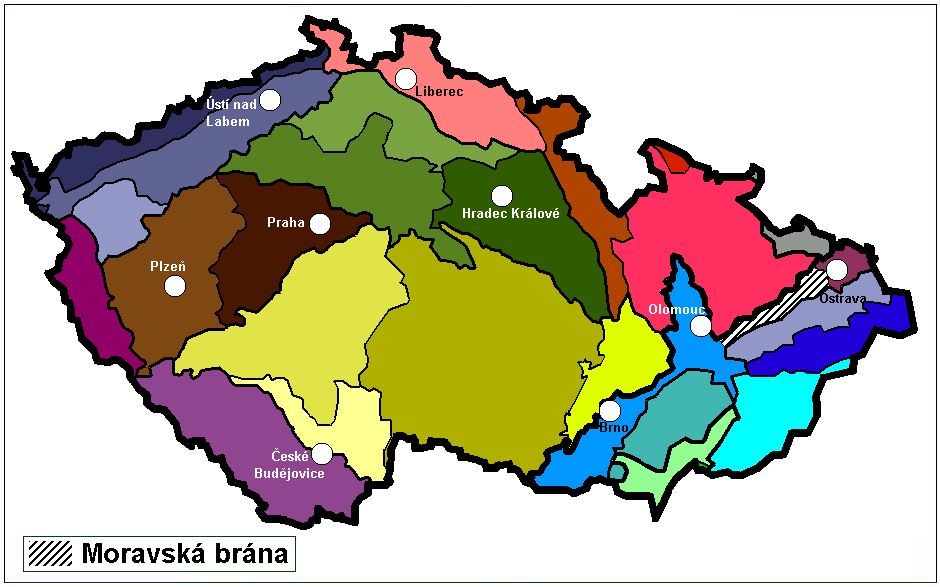
Moravská brána

Moravská brána je geomorfologický celek na Moravě a okrajově severními částmi i ve Slezsku. Je to součást pásma Západních Vněkarpatských sníženin. Tvoří protáhlou, asi 70 km dlouhou sníženinu mezi Podbeskydskou pahorkatinou (Karpaty) a Nízkým Jeseníkem (Hercynská pohoří), od Přerova po Ostravu, a propojuje Hornomoravský úval a Ostravskou pánev. Jde o jednu z hlavních přirozených komunikačních spojnic v rámci střední Evropy, mezi pobaltským a podunajským prostorem, využívanou od pravěku zvířaty i lidmi.

## Geomorfologie a geologie
Tvoří ji rovina nebo mírná pahorkatina vyplněná neogenními sedimenty s pokryvem uloženin pevninského ledovce a s rozsáhlými sprašovými pokryvy. Jejím nejvyšším bodem je jižní úbočí kopce Obírka, kde hranice celku procházející svahem kopce, dosahuje výšky 382 m. Nejvyšším vrcholem je pak bezejmenná kóta 344 m nacházející se západně od obce Olšovec. Podle příslušnosti k povodí se člení na dva podcelky: Bečevskou bránu (zahrnující část povodí řeky Bečvy) a Oderskou bránu (zahrnují část povodí řeky Odry).
| Moravská brána | Bečevská brána | Jezernická pahorkatina   |
| Moravská brána | Bečevská brána | Dolnobečevská niva       |
| Moravská brána | Bečevská brána | Radslavická rovina       |
| Moravská brána | Oderská brána  | Oderská niva             |
| Moravská brána | Oderská brána  | Bartošovická pahorkatina |
| Moravská brána | Oderská brána  | Klimkovická pahorkatina  |

Moravskou branou prochází napříč hlavní evropské rozvodí mezi úmořím Baltského moře (řeka Odra) a Černého moře (řeka Bečva), jeho nejnižší bod se zde nachází v mělkém sedle mezi Hranicemi, Stříteží nad Ludinou a Bělotínem ve výšce 311 m n. m. (přirozeně), resp. 297 m n. m. (vykopaný železniční zářez). Evropské rozvodí Bělotín je v terénu vysokým betonovým památníkem vyznačené místo při silnici I/47 mezi Hranicemi a Bělotínem, které se nachází ve výšce 337 m n. m.

## Vodstvo
Protisměrně jí protékají řeky Bečva (na jihozápad) a Odra (na severovýchod) s přítokem Luhou – prochází tudy hranice jejich povodí, což je současně hlavní evropské rozvodí mezi úmořím Baltského a Černého moře.

## Ochrana přírody
Předmětem zvláštní ochrany jsou vesměs zbytky lužního lesa a zachovalé přirozeně meandrující toky. Značnou část Oderské brány pokrývá Chráněná krajinná oblast Poodří, v níž se ještě nacházejí maloplošná zvláště chráněná území:
- Národní přírodní rezervace Polanská niva
- Přírodní památka Meandry Staré Odry
- Přírodní rezervace Bartošovický luh
- Přírodní rezervace Bařiny
- Přírodní rezervace Koryta
- Přírodní rezervace Kotvice
- Přírodní rezervace Polanský les
- Přírodní rezervace Rákosina
- Přírodní rezervace Rezavka

Mimo CHKO Poodří jsou dále tato chráněná území:
- Národní přírodní rezervace Žebračka
- Přírodní památka Malé laguny
- Přírodní památka Sedlnické sněženky (část)
- Přírodní památka Týn nad Bečvou
- Přírodní rezervace Přemyšov
- Přírodní rezervace Škrabalka

Zcela okrajově sem zasahuje Přírodní park Oderské vrchy.

## Sídla
Pomyslným střediskem Moravské brány je město Hranice, ležící zhruba uprostřed. Na protilehlých vstupech do brány leží větší města Ostrava a Přerov. Dalšími městy v bráně jsou Lipník nad Bečvou, Studénka a Klimkovice, po okrajích se nachází Bílovec, Fulnek, Nový Jičín, Odry, Příbor. Dalšími významnějšími sídly jsou např. Kunín, železniční uzel Suchdol nad Odrou nebo rodiště J. G. Mendela Hynčice.

## Význam
Moravská brána je od pradávna klíčovou komunikační spojnicí Moravy a Slezska, v celoevropském pohledu pak Pobaltí se Středomořím. Od pravěku jí procházela Jantarová stezka, později jí byla vedena jedna z prvních a nejdůležitějších železničních tratí Habsburské monarchie – Severní dráha císaře Ferdinanda – spojující metropoli Vídeň s Haličí, po rekonstrukci (v totožné trase) označovaná jako 2. tranzitní železniční koridor, jenž je součástí VI. panevropského koridoru. Moravskou branou prochází také dálnice D1, evropské silnice E442 a E462, a v plánech jí vedl i průplav Dunaj-Odra. Také se v ní nachází ostravské letiště Leoše Janáčka (Mošnov).